# Rolando (football)
Pour les articles homonymes, voir Rolando.
Pour le footballeur né en 1944, voir Rolando (football, 1944).
Rolando Jorge Pires da Fonseca dit Rolando , né le 31 août 1985 à São Vicente au Cap-Vert, est un footballeur international portugais. Il évolue au poste de défenseur central.
Formé au CF Belenenses, c'est au FC Porto qu'il s'est forgé un palmarès en étant quatre fois Champion du Portugal et remportant la Coupe du Portugal à trois reprises, la Supercoupe du Portugal à trois reprises également, et la Ligue Europa 2010-2011. En mai 2018, il qualifie l'Olympique de Marseille pour la finale de la Ligue Europa à la 116e minute de la demi-finale retour face à Salzbourg (2-1), mais lui et son équipe échouent en finale face à l'Atlético de Madrid (3-0).
Avec sa sélection, il participe à la Coupe du monde 2010 et à l'Euro 2012.

## Biographie

### Début au Portugal
Formé au SC Campomaiorense, Rolando commence sa carrière professionnelle au CF Belenenses. Avec ce club, il dispute 107 matchs en quatre saisons dont 97 en championnat de 1re division portugaise, et inscrit 7 buts dans ce championnat. Il participe également à la Coupe UEFA 2007-2008 en prenant part aux deux matchs de tour préliminaire lors duquel le club s'incline contre le Bayern Munich à l'aller comme au retour.
Il quitte le club lors de l'été 2008 pour rejoindre le FC Porto pour environ un million d'euros. Il devient immédiatement un joueur important de l'effectif en prenant part à quarante-deux rencontres la première saison dont dix en Ligue des Champions qu'il découvre pour la première fois de sa carrière. Le club est battu par Manchester United en quarts de finale après avoir éliminé l'Atlético Madrid. Pour sa première saison au club, il remporte le Championnat, la Coupe ainsi que la Supercoupe.
La saison suivante, malgré une troisième place en championnat, il remporte de nouveau la Coupe et la Supercoupe du Portugal. En Ligue des champions, le club est éliminé en huitième de finale par Arsenal malgré une victoire au match aller deux buts à un, les Anglais remportent le match retour cinq buts à zéro.
Lors de la saison 2010-2011, il réalise avec le club un quadruplé en remportant le championnat, la coupe du Portugal, la Supercoupe du Portugal. et la Ligue Europa.
Lors de la saison 2012-2013, et après avoir remporté de nouveau le Championnat ainsi que la Supercoupe du Portugal la saison précédente, il n'est plus utilisé par son coach et à la mi-saison ne compte que deux matchs avec son club. Il est donc prêté jusqu'à la fin de la saison au SSC Naples.

### Prêts à l'étranger
Avec le SSC Naples, il joue seulement neuf matchs mais termine vice-champion d'Italie avant de rentrer au Portugal. N'entrant toujours pas dans les plans, il est de nouveau prêté la saison suivante à l'Inter Milan qui termine à la cinquième place de championnat et avec qui il retrouve du temps de jeu. En effet il joue vingt-neuf matchs de championnat pour quatre buts avant de retourner à Porto. Toujours indésirable et ne trouvant pas de club, il est utilisé pendant six mois par l'équipe réserve du club avant d'être prêté au RSC Anderlecht. Il y jouera une dizaine de matchs lors de la seconde partie de saison.

### Olympique de Marseille
Le 31 août 2015, il s'engage pour 3 ans avec l'Olympique de Marseille pour la somme de 1,5 million d'euros et joue son premier match avec le club français en Ligue Europa contre le FC Groningue. Rolando met d'abord du temps à s'intégrer à son nouveau club avant de partager le poste avec Karim Rekik lors de la seconde partie de saison. Il marque son premier but au Stade Vélodrome lors de la 31e journée de Ligue 1 contre le stade rennais. Le club connaît une saison difficile avec une treizième place en championnat malgré une finale de Coupe de France perdue face au Paris SG durant laquelle il n'entre pas en jeu.
Rolando connaît un début de saison 2016-2017 difficile et ne fait pas partie des plans de Franck Passi, ne jouant que quelques minutes lors des neuf première journées. Mais quelques jours avant le Classique comptant pour la 10e journée de Ligue 1, l'Olympique de Marseille est racheté par Frank McCourt et Rudi Garcia devient le nouvel entraîneur. Ce dernier offre sa chance à Rolando face au rival historique du club. Il en profite pour signer une performance de très haut niveau lors de ce match. Il est d'ailleurs élu "homme du match" et fait partie de l'équipe type de la 10e journée. Après ce match, il retrouve une place de titulaire indiscutable et marque lors de la 13e journée contre le SM Caen. L'OM termine la saison à la quatrième place et retrouve la Ligue Europa après une saison sans jouer l'Europe.
La saison suivante et malgré les arrivées d'Adil Rami et Aymen Abdennour pour le concurrencer, il reste titulaire indiscutable aux côtés du Français. Le 3 mai 2018, il envoie l'Olympique de Marseille en finale de Ligue Europa grâce à un but sur corner à la 116e minute tirée par Payet face au Red Bull Salzbourg à la Red Bull Arena sur le score de deux buts à un en prolongations. Le club s'incline en finale contre l'Atlético Madrid trois buts à zéro. En fin de contrat avec l'Olympique de Marseille en juin 2018, il prolonge pour une saison supplémentaire malgré une blessure au tendon d'achille qui doit l'éloigner encore plusieurs mois des terrains.
Il revient de blessure en fin d'année 2018, mais son âge et la montée en puissance de jeunes concurrents font qu'il joue peu (treize matchs toutes compétitions confondues). À la fin de la saison, son contrat n'est pas prolongé et il quitte l'Olympique de Marseille.

### Sporting Clube de Braga
Libre de tout contrat, le 27 février 2020, il rejoint le SC Braga, jusqu'en 2022.
Le 23 mai 2021, il remporte un nouveau trophée, la Coupe du Portugal, après une finale contre Benfica (2-0).

### En équipe nationale
Rolando participe au Championnat d'Europe espoirs en 2006 et 2007 avec l'équipe du Portugal des moins de 21 ans. Il reçoit sa première sélection en équipe du Portugal le 11 février 2009 en amical contre la Grèce.
Il est retenu par le sélectionneur Carlos Queiroz pour participer à la Coupe du monde 2010 qui se déroule en Afrique du Sud mais ne joue toutefois aucun match lors de cette compétition. Il est ensuite demi-finaliste de l'Euro 2012 durant lequel il prend part à trois rencontres.
Il compte un total de dix-huit sélections officielles avec l'équipe du Portugal entre 2008 et 2012. Après presque deux ans sans jouer en sélection il prend part à un match amical en mars 2014. Il ne retrouve ensuite la sélection qu'en mars 2018 en jouant deux matchs amicaux, mais ne sera pas sélectionné par l'entraineur portugais Fernando Santos pour participer à la Coupe du monde 2018.

## Statistiques
| Saison                | Club                   | Championnat           | Championnat | Championnat | Coupe nationale | Coupe nationale | Coupe de la Ligue | Coupe de la Ligue | Supercoupe | Supercoupe | Compétition(s) continentale(s) | Compétition(s) continentale(s) | Compétition(s) continentale(s) | Portugal | Portugal | Total | Total |
| Saison                | Club                   | Division              | M.          | B.          | M.              | B.              | M.                | B.                | M.         | B.         | Comp.                          | M.                             | B.                             | M.       | B.       | M.    | B.    |
| 2004-2005             | CF Belenenses          | Primeira Liga         | 16          | 2           | -               | -               | -                 | -                 | -          | -          | -                              | -                              | -                              | -        | -        | 16    | 2     |
| 2005-2006             | CF Belenenses          | Primeira Liga         | 25          | 3           | -               | -               | -                 | -                 | -          | -          | -                              | -                              | -                              | -        | -        | 25    | 3     |
| 2006-2007             | CF Belenenses          | Primeira Liga         | 26          | 0           | 6               | 1               | -                 | -                 | -          | -          | -                              | -                              | -                              | -        | -        | 32    | 1     |
| 2007-2008             | CF Belenenses          | Primeira Liga         | 30          | 2           | 1               | 0               | 1                 | 0                 | -          | -          | C3                             | 2                              | 0                              | -        | -        | 34    | 2     |
| Sous-total            | Sous-total             | Sous-total            | 97          | 7           | 7               | 1               | 1                 | 0                 | -          | -          | -                              | 2                              | 0                              | -        | -        | 107   | 8     |
| 2008-2009             | FC Porto               | Primeira Liga         | 28          | 3           | 4               | 0               | -                 | -                 | -          | -          | C1                             | 10                             | 1                              | 4        | 0        | 46    | 4     |
| 2009-2010             | FC Porto               | Primeira Liga         | 28          | 3           | 5               | 2               | 2                 | 0                 | 1          | 0          | C1                             | 7                              | 1                              | 4        | 0        | 47    | 6     |
| 2010-2011             | FC Porto               | Primeira Liga         | 29          | 0           | 5               | 1               | 1                 | 0                 | 1          | 1          | C3                             | 15                             | 2                              | 2        | 0        | 53    | 4     |
| 2011-2012             | FC Porto               | Primeira Liga         | 26          | 1           | 1               | 0               | 1                 | 0                 | 1          | 2          | SC+C1+C3                       | 1+5+2                          | 0+0+0                          | 7        | 0        | 44    | 3     |
| 2012-2013             | FC Porto               | Primeira Liga         | 1           | 0           | 1               | 0               | -                 | -                 | -          | -          | C1                             | -                              | -                              | 1        | 0        | 3     | 0     |
| Sous-total            | Sous-total             | Sous-total            | 112         | 7           | 16              | 3               | 4                 | 0                 | 3          | 3          | -                              | 40                             | 4                              | 18       | 0        | 193   | 17    |
| 2012-2013             | SSC Naples (prêt)      | Série A               | 7           | 0           | -               | -               | -                 | -                 | -          | -          | C3                             | 2                              | 0                              | -        | -        | 9     | 0     |
| Sous-total            | Sous-total             | Sous-total            | 7           | 0           | -               | -               | -                 | -                 | -          | -          | -                              | 2                              | 0                              | -        | -        | 9     | 0     |
| 2013-2014             | Inter Milan (prêt)     | Série A               | 29          | 4           | -               | -               | -                 | -                 | -          | -          | -                              | -                              | -                              | 1        | 0        | 30    | 4     |
| Sous-total            | Sous-total             | Sous-total            | 29          | 4           | -               | -               | -                 | -                 | -          | -          | -                              | -                              | -                              | 1        | 0        | 30    | 4     |
| 2014-2015             | RSC Anderlecht (prêt)  | Jupiler League        | 6           | 0           | 2               | 0               | -                 | -                 | -          | -          | C3                             | 2                              | 0                              | -        | -        | 10    | 0     |
| Sous-total            | Sous-total             | Sous-total            | 6           | 0           | 2               | 0               | -                 | -                 | -          | -          | -                              | 2                              | 0                              | -        | -        | 10    | 0     |
| 2015-2016             | Olympique de Marseille | Ligue 1               | 19          | 1           | 4               | 0               | 1                 | 0                 | -          | -          | C3                             | 5                              | 0                              | -        | -        | 29    | 1     |
| 2016-2017             | Olympique de Marseille | Ligue 1               | 30          | 4           | 3               | 0               | 2                 | 0                 | -          | -          | -                              | -                              | -                              | -        | -        | 35    | 4     |
| 2017-2018             | Olympique de Marseille | Ligue 1               | 31          | 1           | 2               | 0               | 1                 | 0                 | -          | -          | C3                             | 12                             | 1                              | 2        | 0        | 48    | 2     |
| 2018-2019             | Olympique de Marseille | Ligue 1               | 10          | 1           | 1               | 0               | 1                 | 0                 | -          | -          | C3                             | 1                              | 0                              | -        | -        | 13    | 1     |
| Sous-total            | Sous-total             | Sous-total            | 90          | 6           | 10              | 0               | 5                 | 0                 | -          | -          | -                              | 18                             | 1                              | 2        | 0        | 125   | 7     |
| 2019-2020             | SC Braga               | Primeira Liga         | 3           | 0           | -               | -               | -                 | -                 | -          | -          | -                              | -                              | -                              | -        | -        | 3     | 0     |
| 2020-2021             | SC Braga               | Primeira Liga         | 10          | 0           | 2               | 1               | -                 | -                 | -          | -          | C3                             | 1                              | 0                              | -        | -        | 13    | 1     |
| 2021-2022             | SC Braga               | Primeira Liga         | -           | -           | -               | -               | -                 | -                 | -          | -          | -                              | -                              | -                              | -        | -        | 0     | 0     |
| Sous-total            | Sous-total             | Sous-total            | 13          | 0           | 2               | 1               | -                 | -                 | -          | -          | -                              | 1                              | 0                              | -        | -        | 16    | 1     |
| Total sur la carrière | Total sur la carrière  | Total sur la carrière | 354         | 24          | 36              | 5               | 9                 | 0                 | 3          | 3          | -                              | 65                             | 5                              | 21       | 0        | 488   | 37    |

### Liste des matches internationaux
| Matches internationaux de Rolando | Matches internationaux de Rolando | Matches internationaux de Rolando                 | Matches internationaux de Rolando | Matches internationaux de Rolando | Matches internationaux de Rolando | Matches internationaux de Rolando                                   |
|                                   | Date                              | Lieu                                              | Adversaire                        | Résultat                          | Compétition                       | Notes                                                               |
| --------------------------------- | --------------------------------- | ------------------------------------------------- | --------------------------------- | --------------------------------- | --------------------------------- | ------------------------------------------------------------------- |
| 1.                                | 11 février 2009                   | Stade de l'Algarve, Faro, Portugal                | Finlande                          | 1 - 0                             | Match amical                      | Reserviste.                                                         |
| 2.                                | 28 mars 2009                      | Estádio do Dragão, Porto, Portugal                | Suède                             | 0 - 0                             | Éliminatoires mondial 2010        | Entre en jeu à la place de José Bosingwa à la 46e minute de jeu.    |
| 3.                                | 31 mars 2009                      | Stade olympique de la Pontaise, Lausanne, Suisse  | Afrique du Sud                    | 2 - 0                             | Match amical                      | Entre en jeu à la place de Ricardo Carvalho à la 46e minute de jeu. |
| 4.                                | 10 juin 2009                      | A. Le Coq Arena, Kitseküla, Estonie               | Estonie                           | 0 - 0                             | Match amical                      | Titulaire.                                                          |
| 5.                                | 12 août 2009                      | Rheinpark Stadion, Vaduz, Liechtenstein           | Liechtenstein                     | 0 - 3                             | Match amical                      | Entre en jeu à la place de Ricardo Carvalho à la 62e minute de jeu. |
| 6.                                | 9 septembre 2009                  | Stade Ferenc-Puskás, Budapest, Hongrie            | Hongrie                           | 0 - 1                             | Éliminatoires mondial 2010        | Entre en jeu à la place de Tiago à la 90e minute de jeu.            |
| 7.                                | 3 mars 2010                       | Stade municipal, Coimbra, Portugal                | Chine                             | 2 - 0                             | Match amical                      | Titulaire.                                                          |
| 8.                                | 1er juin 2010                     | Complexo Desportivo da Covilhã, Covilhã, Portugal | Cameroun                          | 3 - 1                             | Match amical                      | Entre en jeu à la place de Bruno Alves à la 63e minute de jeu.      |
| 9.                                | 9 février 2011                    | Stade de Genève, Genève, Suisse                   | Argentine                         | 1 - 2                             | Match amical                      | Titulaire.                                                          |
| 10.                               | 26 mars 2011                      | Dr. Magalhães Pessoa, Leiria, Portugal            | Chili                             | 2 - 2                             | Match amical                      | Titulaire.                                                          |
| 11.                               | 7 octobre 2011                    | Estádio do Dragão, Porto, Portugal                | Islande                           | 5 - 3                             | Éliminatoires Euro 2012           | Titulaire.                                                          |
| 12.                               | 11 octobre 2011                   | Parken Stadium, Copenhague, Danemark              | Danemark                          | 2 - 1                             | Éliminatoires Euro 2012           | Titulaire.                                                          |
| 13.                               | 29 février 2012                   | Stade national, Varsovie, Pologne                 | Pologne                           | 0 - 0                             | Match amical                      | Entre en jeu à la place de Pepe à la 66e minute de jeu.             |
| 14.                               | 26 mai 2012                       | Dr. Magalhães Pessoa, Leiria, Portugal            | Macédoine du Nord                 | 0 - 0                             | Match amical                      | Titulaire.                                                          |
| 15.                               | 13 juin 2012                      | Arena Lviv, Lviv, Ukraine                         | Danemark                          | 2 - 3                             | Euro 2012                         | Entre en jeu à la place de Nani à la 89e minute de jeu.             |
| 16.                               | 17 juin 2012                      | Stade Metalist, Kharkiv, Ukraine                  | Pays-Bas                          | 2 - 1                             | Euro 2012                         | Entre en jeu à la place de Nani à la 87e minute de jeu.             |
| 17.                               | 21 juin 2012                      | Stade national, Varsovie, Pologne                 | Tchéquie                          | 0 - 1                             | Euro 2012                         | Entre en jeu à la place de Raul Meireles à la 88e minute de jeu.    |
| 18.                               | 15 août 2012                      | Stade de l'Algarve, Faro, Portugal                | Panama                            | 2 - 0                             | Match amical                      | Titulaire.                                                          |
| 19.                               | 5 mars 2014                       | Dr. Magalhães Pessoa, Leiria, Portugal            | Cameroun                          | 5 - 1                             | Match amical                      | Titulaire.                                                          |
| 20.                               | 23 mars 2018                      | Stade du Letzigrund, Zurich, Suisse               | Égypte                            | 1 - 2                             | Match amical                      | Titulaire.                                                          |
| 21.                               | 26 mars 2018                      | Stade de Genève, Genève, Suisse                   | Pays-Bas                          | 3 - 0                             | Match amical                      | Titulaire et remplacé par Luís Neto à la 46e minute de jeu.         |

## Palmarès
Rolando se forge un palmarès impressionnant avec le FC Porto en étant notamment sacré Champion du Portugal à quatre reprises en 2009, 2011, 2012 et 2013. Il remporte la Coupe du Portugal à trois reprises en 2009 (1-0 contre le Paços de Ferreira), en 2010 (2-1 contre le GD Chaves) et en 2011 sur le score fleuve de 6 buts à 2 contre le Vitória Sport Clube. Il remporte également la Supercoupe du Portugal à quatre reprises en 2009, 2010, 2011 et 2012. Il brille aussi sur la scène européenne en remportant la Ligue Europa 2011 dans une finale cent pour cent portugaise puisque leur adversaire final est le SC Braga mais le club portugais s'incline ensuite en Supercoupe d'Europe contre le FC Barcelone.
Il manque de peu d'ajouter d'autres titres à son palmarès d'abord avec le CF Belenenses en étant finaliste de la Coupe du Portugal en 2007 mais battu par le Sporting CP puis avec le FC Porto en étant finaliste de la Coupe de la Ligue portugaise en 2010 battu par le rival du Benfica Lisbonne. À l'étranger il passe également pas loin de titres d'abord avec le SSC Naples en étant vice-champion d'Italie 2013 puis avec le RSC Anderlecht en étant finaliste de la Coupe de Belgique 2015 mais battu par le Club Bruges KV. Sous le maillot de l'Olympique de Marseille, il est finaliste de la Coupe de France en 2016 mais n'entre pas en jeu. Il est également finaliste de la Ligue Europa en 2018 contre l'Atlético Madrid.
| CF Belenenses                            | FC Porto (12) | SSC Naples                                      | RSC Anderlecht                           | Olympique de Marseille                                                     |
| ---------------------------------------- | --- | ----------------------------------------------- | ---------------------------------------- | -------------------------------------------------------------------------- |
| - Coupe du Portugal : - Finaliste : 2007 | - Championnat du Portugal (4) : - Vainqueur : 2009, 2011, 2012 et 2013 - Ligue Europa (1) : - Vainqueur : 2011 - Coupe du Portugal (3) : - Vainqueur : 2009, 2010 et 2011 - Supercoupe du Portugal (4) - Vainqueur : 2009, 2010, 2011 et 2012 - Finaliste : 2008 - Supercoupe de l'UEFA : - Finaliste : 2011 - Coupe de la ligue : - Finaliste : 2010 | - Championnat d'Italie : - Vice-champion : 2013 | - Coupe de Belgique : - Finaliste : 2015 | - Ligue Europa : - Finaliste : 2018 - Coupe de France : - Finaliste : 2016 |